# Nötkött

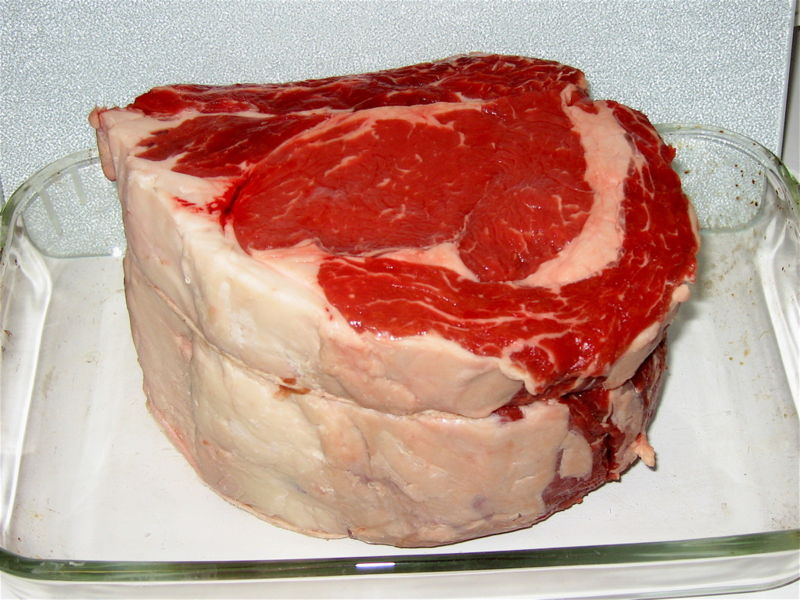
Kött från nötkreatur ("nötkött").

Nötkött är kött från nötkreatur. Nötkött äts bland annat som oxfilé, eller mals till nötfärs och används i biffar eller hamburgare.
Nötkreatur delas in i mjölkraser och köttraser. Idag svarar de speciella köttraserna för cirka 35% av den totala nötköttsproduktionen. Mjölkkorna står för 25% och resten kommer från ungnöt av mjölkras. Köttet från mjölkkorna används till stor del till köttfärs, endast 25% av köttet går till biff och andra hela styckningsdelar.
I Sverige är de flesta av kombinerad mjölk- och köttras, svensk röd- och vitbrokig boskap (SRB) och Svensk Holstein (tidigare SLB). Det finns också rena köttraser, som man korsar med varandra för att få fram bra bruksdjur. De vanligaste köttraserna i Sverige är Charolais, Hereford, Simmental, Highland Cattle, Limousin, Aberdeen Angus och Blond d"Aquitaine.
Kött som kommer från unga nötkreatur, kalvar, kallas i stället för kalvkött.
Nötkött behöver möras i kyla, helst 2 veckor. Köttet kan även möras med elstimulering, vilket gör att mörningsprocessen kommer igång snabbare. Det finns en branschöverenskommelse om minst 7 dagars mörning för svenskt nötkött. Längre hängningstider och kött som endast hängmörats har blivit vanligare och fått hög status.
En av de mest exklusiva nötköttsrätterna är Kobebiff från Japan, som kommer från nötdjur uppfödda i Hyōgo prefektur, där storstaden Kobe är residensstad. Köttet anses vara en delikatess, känd för dess smak, mörhet och dess väl omfattande marmorering.

## Världsproduktion
| Placering                                       | Land           | Produktion (ton) |
| ----------------------------------------------- | -------------- | ---------------- |
| 1                                               | USA            | 12 219 203       |
| 2                                               | Brasilien      | 9 900 000        |
| 3                                               | Kina           | 5 796 540        |
| 4                                               | Argentina      | 3 066 000        |
| 5                                               | Australien     | 2 219 103        |
| 6                                               | Mexiko         | 1 980 846        |
| 7                                               | Ryssland       | 1 608 136        |
| 8                                               | Frankrike      | 1 436 358        |
| 9                                               | Kanada         | 1 231 352        |
| 10                                              | Tyskland       | 1 123 452        |
| 11                                              | Turkiet        | 1 003 859        |
| 12                                              | Sydafrika      | 1 003 214        |
| 13                                              | Pakistan       | 985 000          |
| 14                                              | Indien         | 947 873          |
| 15                                              | Uzbekistan     | 922 364          |
| 16                                              | Storbritannien | 922 000          |
| 17                                              | Colombia       | 885 929          |
| 18                                              | Italien        | 786 890          |
| 19                                              | Nya Zeeland    | 676 530          |
| 20                                              | Spanien        | 669 008          |
| Källa: UN Food & Agriculture Organisation (FAO) |                |                  |

## Styckningsdetaljer av nötkött
- Oxfilé
- Entrecôte
- Ryggbiff
- Rostbiff
- Luffarbiff
- Högrev
- Rulle
- Flankstek
- Bringa